# Phone Booth
Phone Booth is een Amerikaanse film uit 2002, waarin een man onder schot wordt gehouden in een telefooncel. In de film spelen Colin Farrell, Kiefer Sutherland, Katie Holmes, Radha Mitchell en Forest Whitaker. De film werd geregisseerd door Joel Schumacher.
De film speelt zich af in New York, maar is voor het grootste deel opgenomen in Los Angeles. 

## Verhaal
Stuart Shepard heeft een druk leven. Hij gebruikt altijd een telefooncel in New York om contact op te nemen met zijn geheime vriendin. Omdat iedereen tegenwoordig een gsm gebruikt, zal deze telefooncel worden verwijderd. De laatste keer dat Stuart de telefooncel gebruikt wordt er gebeld. Stuart besluit om op te nemen. Hij heeft een man aan de lijn die hem zegt dat hij hem zal neerschieten als hij de telefooncel verlaat, of niet doet wat de beller hem opdraagt.
De man confronteert Stuart met zijn oneerlijke leven: Stuart gaat vreemd en gebruikt mensen om er zelf beter van te worden.
Dan schiet de schutter een onschuldige man neer, het lijkt alsof Stuart hem heeft neergeschoten. Er komt politie en pers ter plaatse. De politie beveelt hem uit de telefooncel te komen. Dit mag hij echter niet doen van degene die hem onder schot houdt.De scherpschutter dwingt Stuart allerlei vreemde vragen te stellen aan de agenten en zijn vrouw de waarheid te vertellen. Hij moet het doen, want anders zal hij neergeschoten worden. Dan komen de agenten erachter dat iemand hem onder schot houdt, en gaan ze op zoek naar het gebouw waar de scherpschutter in zit.
De agenten denken de schutter te hebben gevonden, als ze in een van de gebouwen een dode man aantreffen. Het is de pizzabezorger die Stuart vlak voor zijn telefoongesprek een pizza aanbood. Ze veronderstellen dat de man zelfmoord heeft gepleegd.
Stuart ligt in een ambulance bij te komen van wat hem is overkomen, wanneer er plotseling een man bij de wagen blijft staan.
Het wordt duidelijk dat niet de pizzabezorger, maar deze man de man was die Stuart onder schot hield. De film eindigt met de mysterieuze zin 'A ringing phone has to be answered...doesn't it?'

## Rolverdeling
| Acteur            | Personage           |
| ----------------- | ------------------- |
| Colin Farrell     | Stu Shepard         |
| Kiefer Sutherland | Beller              |
| Forest Whitaker   | Ed Ramey            |
| Radha Mitchell    | Kelly Shepard       |
| Katie Holmes      | Pamela McFadden     |
| Paula Jai Parker  | Felicia             |
| Arian Ash         | Corky               |
| Tia Texada        | Asia                |
| John Enos III     | Leon                |
| Richard T. Jones  | Sgt. Jonah Cole     |
| Keith Nobbs       | Adam                |
| Dell Yount        | Pizzabezorger Bobby |

## Productie
De film is gebaseerd op een korte film die is gemaakt door studenten, genaamd End of the Line (1996). In het begin van het productieproces waren er geruchten dat Michael Bay de film zou regisseren, uiteindelijk ging deze opdracht naar Joel Schumacher. Will Smith en Jim Carrey waren in de running om Stu Shepard te spelen, de rol ging uiteindelijk naar Colin Farrell. 
De film speelt realtime af, dat wil zeggen dat de gebeurtenissen in het echt even lang duren. De telefooncel waar de film om draait werkt echt. Colin Farrell geeft antwoord op een echte stem, zodat het er realistischer uit zou zien. De stem van Kiefer Sutherland is later via ADR in de film gemonteerd.
Het productieteam koos ervoor om de film in de juiste continuïteit te filmen, en meerdere camera's te gebruiken. Hierdoor werd de film in slechts 10 dagen volledig opgenomen. 
Aanvankelijk zou de film in première gaan op 15 november 2002. Amerika was toen echter in de ban van een sluipschutter, waardoor de première uitgesteld werd.